# Cempaka Putih (Jelutung)
Cempaka Putih is een bestuurslaag in het regentschap Jambi van de provincie Jambi, Indonesië. Cempaka Putih telt 6664 inwoners (volkstelling 2010).